# Institut national du cancer (France)
L'Institut national du cancer (Inca) est un groupement d'intérêt public (GIP) français chargé de coordonner la recherche scientifique et la lutte contre le cancer, première cause de dèces chez les hommes en France. L'organisme n’emploie pas directement des chercheurs mais est chargé de financer des équipes de chercheurs. L'Inca est une agence sanitaire d'expertise au service de l'État.
L'Inca a été officiellement créé le 24 mai 2005.
Le siège de l'Inca est situé à Boulogne-Billancourt.

## Missions
En tant que GIP, il rassemble les principaux acteurs de la lutte contre le cancer (État, fédérations hospitalières, les intergroupes coopérateurs français de dimension internationale dans le domaine du cancer, assurance maladie, centres de lutte contre le cancer (CLCC), Fondation ARC pour la recherche sur le cancer, ligue nationale contre le cancer (LNCC), etc.) et concentre ainsi les compétences pour améliorer la lutte contre cette maladie.
Parmi ses missions, l'Inca est aussi chargé du développement des dépistages organisés, de garantir aux malades l'égalité d'accès aux soins et de promouvoir la prévention des risques de cancer. En lien avec les agences régionales de santé, l'Inca assure l'animation nationale des 25 réseaux régionaux de cancérologie qui sont les structures pivots de la coordination et de l'expertise cancérologiques en région.
L'Inca est aussi chargé d'agir dans les domaines de la formation des professionnels, l'amélioration des soins (en lien avec la Haute Autorité de santé et le ministère de la Santé) et la communication à destination des patients, des malades et de leurs proches.
L'Inca a aussi pour mission de coordonner et d'animer la recherche clinique et translationnelle en cancérologie. En France, les acteurs de la recherche clinique académique en cancérologie sont organisés, notamment, en de multiples intergroupes coopérateurs. Les intergroupes coopérateurs sont des groupes académiques indépendants et à but non lucratif, associant des médecins et des professionnels de la recherche médicale, qui collaborent pour développer et conduire des essais cliniques indépendants. L'INCa a souhaité soutenir leur structuration afin d'accroître la visibilité internationale et l'attractivité de la recherche clinique française en cancérologie. Huit intergroupes coopérateurs français de dimension internationale agissant dans le domaine du cancer ont ainsi été labellisés en  2012 par l'INCa sur la base de leur envergure, leur visibilité internationale, leur capacité à réaliser la recherche clinique et cognitive, à collaborer dans le domaine de la recherche clinique, à gérer les essais cliniques et à disposer des ressources humaines et compétences destinées à la recherche.

## Gouvernance

### Présidence du conseil d'administration
Le cancérologue David Khayat fut le premier président de l'INCa de 2004 à 2006.  À la suite de sa démission, résultant d'un audit gouvernemental et d'un rapport parlementaire,  Dominique Maraninchi lui succède en 2006 jusqu'à sa nomination comme directeur général de l'Afssaps le 17 février 2011. Après un intérim de la directrice générale, Pascale Flamant, le 30 mai 2011 est nommée Agnès Buzyn comme nouvelle présidente de l'Institut. Cette dernière quitte ses fonctions lorsqu'elle rejoint la Haute Autorité de santé.  Norbert Ifrah, après un intérim assuré par Thierry Breton (Directeur général) lui succède en juin 2016.

### Direction générale
Habituellement occupé par un inspecteur général des affaires sociales, le poste de directeur général a été confié à Pascale Flamant puis à Cécile Corrèges puis à Anne Burstin jusqu'en 2014. Thierry Breton, lui même inspecteur général des affaires sociales, est le directeur général de l'Inca depuis août 2014.

### Conseil d'administration
Le conseil d'administration, dont le rôle est de  fixer les orientations générales de l'Institut national du cancer, rassemble l'ensemble des acteurs de la lutte contre le cancer. Il se compose de 27 administrateurs, dont six représentants de l'État, huit personnalités qualifiées, nommées par les ministres chargés de la santé et de la recherche, quatre personnalités choisies pour leur intérêt particulier pour le cancer, 9 représentants d'instances impliquées par la luttre contre le cancer.

### Conseil scientifique
Le conseil scientifique est composé d'experts reconnus au niveau international, nommés par décret ministériel. Il publie un rapport annuel et des recommandations.

### Comité de déontologie et d'éthique
Ses sept membres sont nommés par le conseil d'administration de l'Institut. Il a pour fonction de donner son avis sur toute question relative à la déontologie, notamment en matière d’expertise et d’allocation des financements.

## Budget

### Ressources
Son budget annuel est principalement constitué de deux subventions du ministère chargé de la Santé (40 millions d'euros en 2008) et du ministère chargé de la Recherche (40 millions d'euros en 2008), etc. Le montant des recettes prévues pour 2018 est de 87 M€. Deux tiers des dépenses bénéficient directement à des partenaires sous forme de subventions.

### Emploi
L'Inca consacre l'essentiel de son budget (63% en 2008) à la recherche en cancérologie.